# 8722 Schirra
A 8722 Schirra (ideiglenes jelöléssel 1996 QU1) a Naprendszer kisbolygóövében található aszteroida. R. G. Davis fedezte fel 1996. augusztus 19-én.